# Nasreen Qadri
Nasreen Qadri (en hebreo: נסרין קדרי, nacida el 2 de septiembre de 1987) es una cantante árabe-israelí de pop y Música de Oriente Medio. La mayoría de sus canciones son en hebreo y árabe.

## Carrera
Nació y creció en Haifa, su padre fue un taxista y su madre enfermera, proviene de una familia árabe-israelí. Comenzó con pequeñas interpretaciones en eventos sociales de pequeños clubes y restaurantes. Se hizo popular cuando ganó el programa de televisión Eyal Golan Is Calling You. Hizo su debut profesional con su primer disco en 2014 y en una serie de conciertos en homenaje a la Orquesta Andaluza Ashdod.
En marzo de 2017 cantó junto a Dudu Tasa and the Kuwaitis previo a un concierto de la banda Radiohead. Tuvo una relación de más de una década con el músico Aviezer Ben Moha, se comprometieron en julio de 2017 pero terminaron separándose en septiembre de 2017.

### Discografía
- Nasreen Qadri (2014)
- בנאדיק (2016)

Sencillos:
- 2012: "נסרין אל תלך קליף"
- 2017: "באתי להחזיר לך"